# دانيال كانو
دانيال كانو (بالإنجليزية: Daniel Kanu)‏ هو شخصية أعمال وسياسي نيجيري، ولد في 20 يناير 1971 في آبا في نيجيريا. نشط حزبياً في حزب الشعب الديمقراطي.